# Chink Crossin
Francis Patrick "Chink" Crossin Jr. (4 de julho de 1923 — 10 de janeiro de 1981) foi um jogador norte-americano de basquete que disputou três temporadas na National Basketball Association (NBA). Foi a sexta escolha geral no draft da BAA (hoje NBA) em 1947 pelo Philadelphia Warriors.